# Claudio Pavone

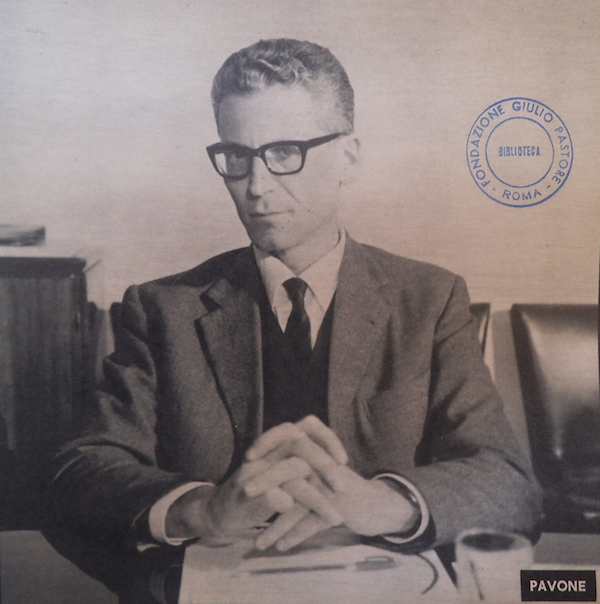
Claudio Pavone (1965)

Claudio Pavone (* 30. November 1920 in Rom; † 29. November 2016 ebenda) war ein italienischer Historiker und Archivar.
Claudio Pavone engagierte sich während und nach der Resistenza in der Sozialistischen Partei. Pavone absolvierte 1943 das Jurastudium an der Universität Rom. Als Student verteilte er in Rom heimlich antifaschistische Flugblätter. Er wurde daraufhin im Oktober 1943 für zehn Monate im römischen Gefängnis Regina Coeli inhaftiert. Diesen Lebensabschnitt beschreibt Pavone in seinen 2015 erschienenen Memoiren La mia resistenza.
In der Nachkriegszeit arbeitete er am Dizionario Biografico degli Italiani mit. Als Staatsarchivar trat er 1949 in den öffentlichen Dienst ein und blieb in dieser Funktion bis in die siebziger Jahre. Von 1975 bis 1980 war er Lehrbeauftragter (professore incaricato) an der Universität Pisa, anschließend lehrte er dort bis zu seiner Pensionierung 1991 als Professor für storia contemporanea, das heißt Geschichte des 19. und 20. Jahrhunderts. Im Jahr 1994 wurde er zum Präsidenten der Società italiana per lo Studio della Storia Contemporanea gewählt, des Verbands der Historiker, die sich mit der Geschichte des 19. und 20. Jahrhunderts befassen. Das Amt nahm er von 1994 bis 1998 für zwei Wahlperioden wahr. Im Jahr 1993 wurde er der Herausgeber der Zeitschrift Parolechiave und leitete sie 20 Jahre.
Pavone erforschte die Kontinuitäten und Brüche im italienischen Staatswesen. Im Jahr 1974 legte er mit La continuità dello Stato: Istituzioni e uomini ein vielbeachtetes Werk vor. Er vertrat die These, dass Italien während der Besatzungszeit einen Bürgerkrieg erlebt habe. Auf einer Tagung in Belluno im Herbst 1988 präsentierte er seine Thesen von den drei Kriegen, die sich 1943 bis 1945 für die Italiener verschränkt hätten: einem Krieg gegen die Deutschen, einem gegen die Salò-Faschisten und einem Klassenkampf vor allem der linken Partisanenbewegung für mehr soziale Gerechtigkeit. Dies widersprach grundlegend der vorherrschenden Geschichtserzählung der Widerstandsbewegung, die nur einen Befreiungskrieg kannte. Seine Sichtweise vertrat er auch in seinem fast 1000 Seiten umfassenden Hauptwerk Una guerra civile, das 1991 veröffentlicht wurde. Im Jahr 2005 wurde das Werk ins Französische und 2013 ins Englische übersetzt. In Italien konnte in den letzten 50 Jahren kein anderes wissenschaftliches Werk solch eine enorme Wirkung entfalten.
Anhand von Wahlergebnissen und des lokalen Verwaltungshandelns entkräftete er den Mythos, dass die Römer den Kirchenstaat 1870 gerne beibehalten hätten. Als Staatsarchivar erwarb er sich bleibende Verdienste, indem er die Akten aus der Zeit der faschistischen Diktatur der Forschung zugänglich machte. In Zusammenarbeit mit anderen Staatsarchivaren konzipierte er das vielbändige Generalverzeichnis der italienischen staatlichen Archive. Außerdem legte er eine Edition der verstreuten Dokumente zu den Garibaldi-Brigaden vor.
Pavone starb am Vorabend seines 96. Geburtstags in Rom. Er hatte drei Töchter und war in zweiter Ehe mit der Historikerin Anna Rossi-Doria verheiratet.

## Schriften (Auswahl)
- Una guerra civile. Saggio storico sulla moralità nella Resistenza (= Nuova cultura. Bd. 28). Bollati Boringhieri, Turin 1991, ISBN 88-339-0629-9.
- Amministrazione centrale e amministrazione periferica da Rattazzi a Ricasoli (1859–1866) (= Organizzazione dello stato. Collana di studi e testi nel centenario dell’ Unità. Bd. 2). Giuffrè, Mailand 1964.